# Општина Урзикуца (Долж)
Урзикуца (рум. Urzicuţa) општина је у Румунији у округу Долж.
Oпштина се налази на надморској висини од 53 m.